# AS SONIDEP
El Association Sportive Société Nigérienne Des Produits Pétroliers De Niamey (en español: Asociación Deportiva de la Sociedad Nigeriana de Productos Petroleros de Niamey), conocido simplemente como AS SONIDEP, es un equipo de fútbol de Níger que juega en la Primera División de Níger, la liga de fútbol más importante del país.

## Historia
Fue fundado en la capital Niamey y es el club que representa a la institución distribuidora de petróleo en el país. Logró ganar su primer título importante en la temporada 2014/15 cuando ganó la Copa de Níger tras vencer en la final al US GN 1-0, así como lograron esa misma temporada el ascenso a la Primera División de Níger.
A nivel internacional tuvieron su primera participación en la Copa Confederación de la CAF 2016, donde fueron eliminados en la ronda preliminar por el Al Ittihad Trípoli de Libia.

## Palmarés
- Primera División de Níger: 2

2017/18, 2018/19
- Segunda División de Níger: 1

2014/15
- Copa de Níger: 2

2014/15, 2018/19

## Participación en competiciones de la CAF
| Temporada | Torneo                       | Ronda      | Club                | Casa | Visita | Global |
| --------- | ---------------------------- | ---------- | ------------------- | ---- | ------ | ------ |
| 2016      | Copa Confederación de la CAF | Preliminar | Al Ittihad Tripoli  | 3-1  | 1-4    | 4-5    |
| 2018/19   | Liga de Campeones de la CAF  | Preliminar | ZESCO United FC     | 1-2  | 0-3    | 1-5    |
| 2019/20   | Liga de Campeones de la CAF  | Preliminar | USM Alger           | 1-2  | 1-3    | 2-5    |
| 2020/21   | Liga de Campeones de la CAF  | Preliminar | Mogadishu City Club | 2-0  | 2-0    | 4-0    |
| 2020/21   | Liga de Campeones de la CAF  | 1          | Al-Ahly SC          | 0-1  | 0-4    | 0-5    |
| 2020/21   | Copa Confederación de la CAF | Playoff    | Cotonsport          | 0-1  | 0-1    | 0-2    |